# Л’Эплатенье, Шарль

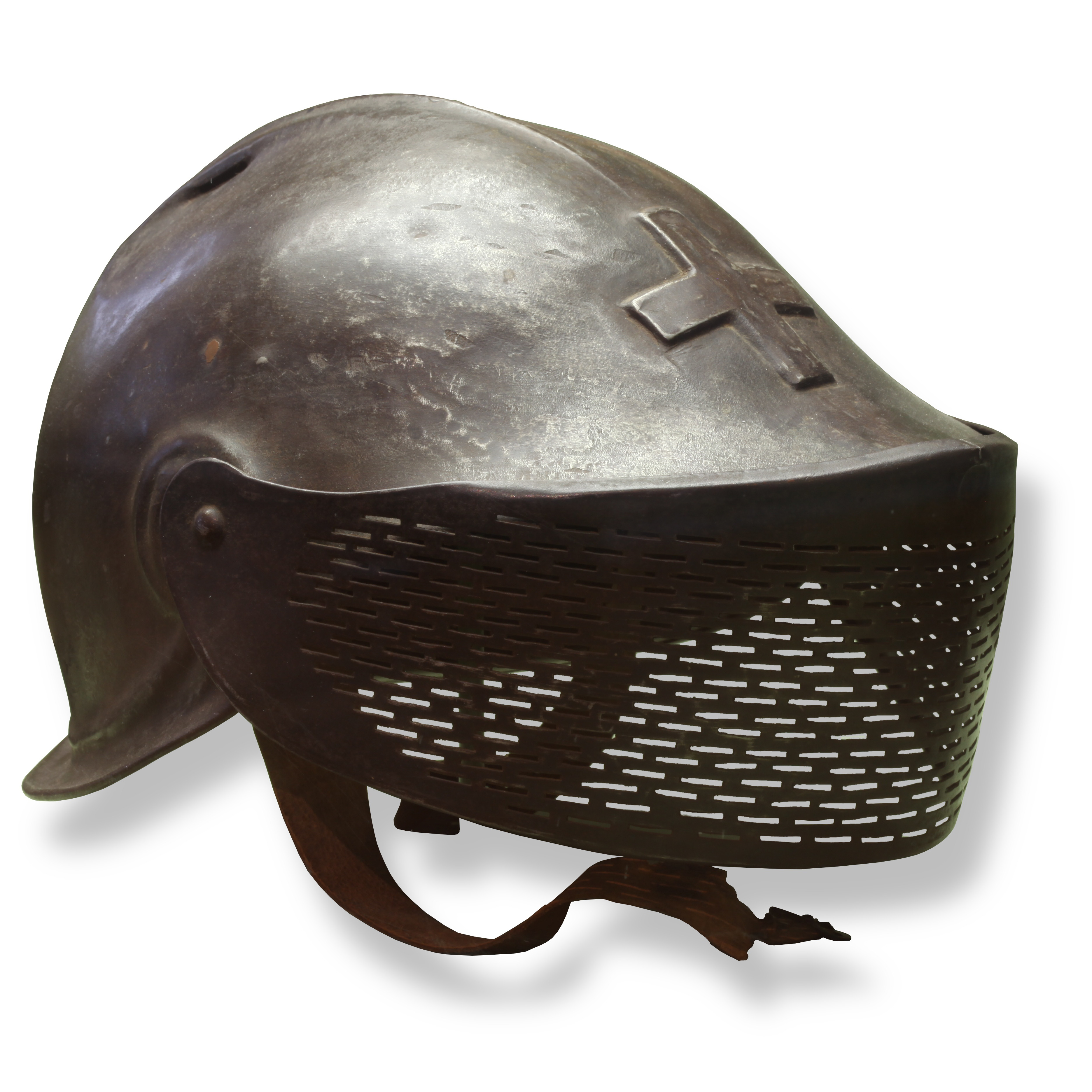
Армейский шлем дизайна Шарля л’Эплатенье

Шарль л’Эплатенье (фр. Charles L’Éplattenier, 9 октября 1874, Невшатель — 7 июня 1946, Les Brenets) — швейцарский художник, дизайнер и архитектор.

## Жизнь и творчество
Шарль л’Эплатенье является одним из крупнейших представителей искусства модерн в Швейцарии. Художественное образование получил в Париже, в Национальной школе изящных искусств и в ателье живописца Л.-О.Мерсона. Работал преимущественно в городе Ла-Шо-де-Фон, где с 1897 года был профессором в местном колледже прикладного искусства. Среди его учеников следует назвать архитектора Ле Корбюзье, который при выборе псевдонима, возможно, произвёл его от фамилии своего учителя. Город Ла-Шо-де-Фон к этому времени превратился в один из центров швейцарской часовой индустрии, и приток капиталов способствовал развитию спроса у горожан на предметы искусства и роскоши, создаваемых в соответствии с модными тогда направлениями. л’Эплатенье со своими учениками создаёт свой собственный художественный стиль в направлении «модерн» — style sapin («Ёлочный стиль»), являющийся результатом подробного изучения живой природы и переложения её элементов на язык художественной стилизации.
Наиболее известными произведениями л’Эплатенье являются памятники Республике и Федеральному совету в Ла-Шо-де-Фоне, а также декоративные элементы и фигурные изображения на местном кладбище. Кроме этого, здание городского музея искусств создано по эскизам этого мастера.
Шарль л’Эплатенье погиб в 1946 году в результате несчастного случая во время эскизных работ на скалах близ реки Ду.